# Жукув-Кольонія
Жукув-Кольонія (пол. Żuków-Kolonia) — село в Польщі, у гміні Кшчонув Люблінського повіту Люблінського воєводства.
Населення — 120 осіб (2011).

## Демографія
Демографічна структура станом на 31 березня 2011 року:
|          | Загалом | Допрацездатний вік | Працездатний вік | Постпрацездатний вік |
| -------- | ------- | ------------------ | ---------------- | -------------------- |
| Чоловіки | 59      | 12                 | 35               | 12                   |
| Жінки    | 61      | 4                  | 37               | 20                   |
| Разом    | 120     | 16                 | 72               | 32                   |